# Lijst van Amerikaanse historische motorfietsmerken D-E-F
Lijst van Amerikaanse historische motorfietsmerken zonder eigen artikel D-E-F

### Dayton (Elkhart)
Dayton is een historisch merk van motorfietsen, die werden geproduceerd door Huffman Mfg. Co., Elkhart, Indiana tussen 1911 en 1917. De motorfietsen van het Amerikaanse merk Dayton uit Elkhart hadden 7-, 9- en 10 pk Spacke V-twin-blokken. Ze waren bijzonder populair. Dit zijn vrijwel zeker dezelfde motorfietsen die ook door Dayton in Ohio werden verkocht. Voor andere merken met deze naam, zie Dayton (Londen) en Dayton (Dayton)

### De Long
De Long is een historisch merk van motorfietsen. Deze zeer eenvoudige motorfiets werd in het begin van de twintigste eeuw in de Verenigde Staten gemaakt. Zowel de tank als de accu en de ontstekingsspoel waren in de framebuizen ondergebracht.

### Dynacycle
Dynacycle is een historisch merk van motorfietsen. Dit merk ontstond na de Tweede Wereldoorlog in de Verenigde Staten. Men maakte gemotoriseerde fietsen met een 100 cc eencilinder viertaktmotor die vlak bij de pedalen was ingebouwd.

### Echo Hawk
Echo Hawk is een Amerikaans merk van trikes, gebouwd door Echo Hawk Custom Build Trikes. Amerikaans bedrijf van Loren "Deacon" Raty. De Echo Hawk trike wordt als bouwpakket geleverd. De aandrijving geschiedt door een 1600 cc Volkswagen Kevermotor, maar de trike ziet er een stuk sportiever uit dan de meest andere.

### Edwin
Edwin is een historisch motorfietsmerk. De Edwin was een bijzondere motor die in 1906 in Boston, de Verenigde Staten werd gebouwd door de technici Edwin, Porter en Windig. De motor had één zuiger, die echter met twee drijfstangen aan twee krukassen zat, die tegengesteld draaiden. Daarmee wilde men de motortrillingen tegengaan. De machine liep inderdaad zeer rustig maar werd toch geen succes.

### Erie
Erie is een historisch merk van motorfietsen geproduceerd door Erie Motorcycle Equipment & Supply Co., Hammondsport, New York van 1905 tot 1911. Dit was een Amerikaanse fabriek die 3-, 5- en 7 pk inbouwmotoren van Minerva, Curtiss en Spacke toepaste.

### Feilbach Limited
Feilbach Limited is een historisch Amerikaans merk van motorfietsen, geproduceerd door Feilbach Motor Co. Ltd., Milwaukee, Wisconsin van 1912 tot 1915). Feilbach Limited bouwde zware 548 cc eencilinders en 1130 cc V-twins met eigen motoren. Ze waren er zowel met ketting- als asaandrijving.

### Flanders
Flanders is een historisch merk van motorfietsen, die van 1911 tot 1914 werden geproduceerd door Flanders Mfg. Co., Pontiac, Michigan. De 500 cc zijklepmotoren van de door Walter Flanders overgenomen fabriek hadden de uitlaatklep en dus ook de uitlaatpijp aan de achterzijde van de cilinder. De machines hadden een voor die tijd zeer zeldzame telescoopvork. Ze waren aanvankelijk bedoeld als een tweewielige auto.

### Fox
Fox was een Amerikaans motormerk dat rond 1985 49-cc-hulpmotortjes maakte. Het bedrijf is meer bekend van motortjes voor modelbouwvliegtuigjes. Fox maakte ook een 22-cc-hulpmotortje voor de Plico-vouwscooter van Malaguti. Er was nog een merk met deze naam, zie Fox (Frankrijk)

### Freyer & Miller
Freyer & Miller is een historisch merk van motorfietsen, die van 1902 tot 1905 werden geproduceerd door Freyer & Miller Mfg. Co., Cleveland, Ohio. Dit was een Amerikaans merk dat motorfietsen produceerde waarbij het motorblok en tank achter het zadel waren geplaatst. Bij de presentatie van de eerste machine in Chicago werd een draaiende motor voortdurend natgespoten om te bewijzen dat de rotatie-magneetontsteking ook in de stromende regen zou blijven werken.